# Mátraterenye
Mátraterenye je obec v Maďarsku v župě Nógrád.
Rozkládá se na ploše 28,13 km² a v roce 2024 zde žilo 1 642 obyvatel.